# Феррі Корстен
Феррі Корстен (Ferry Corsten, також відомий під псевдонімом System F; народився 4 грудня 1973, Роттердам, Нідерланди) — діджей, продюсер, композитор та автор реміксів. Займає двадцять друге місце в рейтингу діджеїв за версією DJ Magazine. Також веде своє власне щотижневе радіошоу Corsten's Countdown, трансльоване на Di.fm, XM Satellite Radio, Радіо Рекорд та Kiss FM (Київ). До середини 2012 року шоу виходило на DJFM96.8. Власник лейблу Flashover Recordings.

## Біографія
Свій перший запис Феррі створив у віці 16 років, проте офіційно вважається, що його кар'єра почалася у 27-річному віці. На свою першу музичну клавіатуру Феррі накопичив гроші, займаючись мийкою автомобілів, після чого почав міксувати аудіо касети та продавати сусідським хлопцям. Пізніше почав давати живі вистави зі своїм другом Робертом Смітом, за які отримав у 1989 році нагороду «De Grote Prijs van Nederland». Сингл «Don 't Be Afraid», був першим з синглів Феррі, що отримали місце в чартах. Сингл був випущений під псевдонімом Moonman.
У лютому 1999 року другий сольний проєкт Феррі під назвою System F випускає альбом «Out of the Blue». Альбом, мелодійний ритм якого став популярним на танцювальних майданчиках в усьому світі, потрапляє у двадцятку найкращих синглів Великої Британії. Зокрема сингл «Cry», створений Феррі разом зі своїм другом Робертом Смітом, потрапляє в UK Top 20.
В кінці 90-х популярність Феррі супроводжується спільними проєктами з відомими діджеями та музикантами, такими як DJ Tiësto (Gouryella), Vincent de Moor, Robert Smit. Трек «Gouryella», випущений проєктом Gouryella, отримує 15-те місце в UK Top 20 і завойовує місця в хіт-парадах у всьому світі.
В 1999 році Феррі присуджують звання «Продюсер року» на Ericsson Muzik Award в Лондоні. У 2000 році Феррі отримує престижну нагороду «Silver Harp» за значний та видатний внесок у музику Нідерландів.
З цього часу Феррі займається лише електронної танцювальної музики. Десять його танцювальних треків отримують «Золотий статус». 2003 року Феррі бере участь у створенні реміксів пісень популярної японської співачки Ayumi Hamasaki. Ремікс на пісню Ayumi Hamasaki «Connected» випускається в Німеччини окремим синглом та розходиться тиражем 4 мільйони копій.
В 2004 році Феррі випускає альбом вже під своїм ім'ям. Вперше він його представляє під час свого 8-годинного сету в Heineken Music Hall перед аудиторією в 4500 осіб.
В 2005 році Феррі засновує свій власний лейбл Flashover Recordings, під яким в 2006 році випускає свій новий альбом «L.E.F.».
18 квітня 2007 року живий виступ Феррі Корстена транслюється в 130 країнах світу по каналах WorldSpace Satellite Radio, XM Satellite Radio, AOL та Direct TV. 4 липня 2007 року Корстен представляє своє радіошоу «Corsten's Countdown», в якому програє найпопулярніші електронні танцювальні композиції.
В Україні Феррі Корстен вперше виступив 2010 року у МВЦ в Києві

## Дискографія

### Студійні альбоми
- 1996 Santa's X-Mas Dance Party (as Dj Sno-White)
- 1996 Looking Forward (as Ferr)
- 2001 Out of the Blue (as System F)
- 2003 Right of Way
- 2003 Together (as System F)
- 2006 L.E.F.
- 2008 Twice In A Blue Moon
- 2009 Twice In A Blue Moon(Remixed)
- 2009 Twice In A Blue Moon(Remixed2)
- 2012 WKND
- 2016 Hello World
- 2017 Blueprint

## Досягнення

### Нагороди
- 1989 De Grote Prijs van Nederland
- 1999 Продюсер року (Ericsson Muzik Awards) Лондон
- 1999 Trance Nation 1 — Platinum Sales Award
- 1999 Trance Nation 2 — Gold Sales Award
- 1999 Gold Sales Award (Art of Trance — Madagascar (Ferry Corsten Remix))
- 1999 Trance Nation 3 — Gold Sales Award
- 1999 Gold Sales Award (System F — Out the of Blue)
- 1999 Trance Nation 4 — Gold Sales Award
- 1999 Gold Sales Award (Gouryella — Gouryella)
- 2000 Gold Sales Award (Gouryella — Walhalla)
- 2000 Gold Sales Award (Ferry Corsten — Cry)
- 2000 Gold Sales Award (Veracocha — Carte Blanche)
- 2000 Dancestar Award: Найкращий продюсер року
- 2000 Silver Harp Award за значний та видатний внесок у музику Нідерландів
- 2001 Trance Nation 2001 — Silver Sales Award
- 2001 Gold Sales Award (System F Feat. Армін ван Бюрен — Exhale)
- 2002 Gold Sales Award (Ferry Corsten — Punk)
- 2003 BG Magazine Dance Awards: номінація «Найкращий хіт» (за трек «Rock Your Body Rock»)
- 2005 Найкращий трансовий діджей Івіс
- 2007 Найкращий трансовий діджей Івіс
- 2007 SLAM!FM Діджей року

### Номінації
- 2004 IDMA Найкращий інтернаціональний Ді-джей
- 2004 IDMA Найкраща компіляція (Ferry Corsten: Mixed Live)
- 2004 IDMA Найкращий продюсер
- 2004 TMF Dutch Awards Найкращий національний діджей
- 2004 TMF Dutch Awards найкраще відео (Rock Your Body Rock)
- 2005 IDMA 20TH Annual International Dance Music Awards
- 2005 IDMA найкраще танцювальне відео (Punk)
- 2005 IDMA Найкращий продюсер
- 2005 IDMA найкращий творець реміксів
- 2006 IDMA Best Ortofon European DJ
- 2007 IDMA Best Ortofon European DJ
- 2008 IDMA Best Ortofon European DJ
- 2008 IDMA Best Ortofon Global DJ